# Élections législatives de 2012 dans la Vendée
Les élections législatives françaises de 2012 se déroulent les 10 et 17 juin. Dans le département de la Vendée, non concerné par le redécoupage électoral, cinq députés sont à élire dans le cadre de cinq circonscriptions.

## Élus
| Circonscription | Député sortant     | Parti | Parti | Groupe | Député élu ou réélu | Parti | Parti | Groupe |
| --------------- | ------------------ | ----- | ----- | ------ | ------------------- | ----- | ----- | ------ |
| 1re             | Jean-Luc Préel     |       | NC    | NC     | Alain Lebœuf        |       | DVD   | UMP    |
| 2e              | Dominique Caillaud |       | UMP   | UMP    | Sylviane Bulteau    |       | PS    | SRC    |
| 3e              | Louis Guédon       |       | UMP   | UMP    | Yannick Moreau      |       | DVD   | NI     |
| 4e              | Véronique Besse    |       | MPF   | NI     | Véronique Besse     |       | MPF   | NI     |
| 5e              | Dominique Souchet  |       | MPF   | NI     | Hugues Fourage      |       | PS    | SRC    |

## Positionnement des partis et les circonscriptions électorales

### Les circonscriptions législatives
Le département de Vendée n’est pas concerné par le redécoupage électoral de 2010 qui établissait une nouvelle répartition des circonscriptions législatives dans plusieurs départements.
Comme en 2007 et ce depuis 1988, le département est divisé en cinq circonscriptions :
- La première circonscription, regroupant les cantons de Challans, des Essarts, de Palluau, du Poiré-sur-Vie, de Rocheservière, de La Roche-sur-Yon-Nord, avec une population estimée à 111 998 habitants[2] ;
- La deuxième circonscription, regroupant les cantons de Chantonnay, de Mareuil-sur-Lay-Dissais, de La Mothe-Achard, de Moutiers-les-Mauxfaits, de La Roche-sur-Yon-Sud, de Talmont-Saint-Hilaire, avec une population estimée à 105 313 habitants[2] ;
- La troisième circonscription, regroupant les cantons de Beauvoir-sur-Mer, de L’Île-d’Yeu, de Noirmoutier-en-l’Île, des Sables-d’Olonne, de Saint-Gilles-Croix-de-Vie, de Saint-Jean-de-Monts, avec une population estimée à 114 941 habitants[2] ;
- La quatrième circonscription, regroupant les cantons des Herbiers, de Montaigu, de Mortagne-sur-Sèvre, de Pouzauges, de Saint-Fulgent, avec une population estimée à 108 901 habitants[2] ;
- La cinquième circonscription, regroupant les cantons de Chaillé-les-Marais, de La Châtaigneraie, de Fontenay-le-Comte, de L’Hermenault, de Luçon, de Maillezais, de Sainte-Hermine, de Saint-Hilaire-des-Loges, avec une population estimée à 98 511 habitants[2].

### Positionnements des partis
- L’accord entre le Parti socialiste (PS) et Europe Écologie Les Verts (EELV) est effectif sur le département, le PS réservant à EELV la troisième circonscription dans laquelle il le soutient. Le Parti socialiste ne présente donc que quatre candidats et respecte la parité en présentant trois femmes et un homme[3].
- Europe Écologie — Les Verts se présente sur l’ensemble des circonscriptions de Vendée, mais a seulement le soutien du PS sur la troisième circonscription de la Vendée[4]. EELV respecte la parité en présentant trois femmes et deux hommes.
- Le Front national (FN) est présent sur toutes les circonscriptions de Vendée sous l’étiquette « Rassemblement bleu Marine » (RBM)[5].

## Résultats

### Résultats au niveau départemental
| Parti          | Parti                                     | Premier tour | Premier tour | Second tour | Second tour | Sièges |
| Parti          | Parti                                     | Voix         | %            | Voix        | %           | Sièges |
| -------------- | ----------------------------------------- | ------------ | ------------ | ----------- | ----------- | ------ |
|                | Union pour un mouvement populaire         | 53 066       | 18,34        | 72 849      | 34,75       | 0      |
|                | Divers droite                             | 41 508       | 14,35        | 56 364      | 26,89       | 2      |
|                | Mouvement pour la France                  | 40 561       | 14,02        |             |             | 1      |
|                | Parti chrétien-démocrate                  | 1 609        | 0,56         | 0           |             |        |
|                | Droite parlementaire                      | 138 256      | 47,79        | 129 213     | 61,64       | 3      |
|                |                                           |              |              |             |             |        |
|                | Parti socialiste                          | 75 515       | 26,10        | 80 400      | 38,36       | 2      |
|                | Europe Écologie Les Verts                 | 14 226       | 4,92         |             |             | 0      |
|                | Divers gauche                             | 11 903       | 4,11         | 0           |             |        |
|                | Gauche parlementaire                      | 101 644      | 35,14        | 80 400      | 38,36       | 2      |
|                |                                           |              |              |             |             |        |
|                | Front national                            | 26 138       | 9,04         |             |             | 0      |
|                | Front de gauche                           | 10 180       | 3,52         | 0           |             |        |
|                | Mouvement démocrate                       | 8 208        | 2,84         | 0           |             |        |
|                | Divers écologiste dont LT-LNÉ, MÉI et AÉI | 2 660        | 0,92         | 0           |             |        |
|                | Debout la France                          | 1 512        | 0,52         | 0           |             |        |
|                | Lutte ouvrière                            | 1 315        | 0,45         | 0           |             |        |
|                | Nouveau parti anticapitaliste             | 868          | 0,30         | 0           |             |        |
|                |                                           |              |              |             |             |        |
| Inscrits       | Inscrits                                  | 488 970      | 100,00       | 394 548     | 100,00      | 5      |
| Abstentions    | Abstentions                               | 193 732      | 39,62        | 172 337     | 43,68       |        |
| Votants        | Votants                                   | 295 238      | 60,38        | 222 211     | 56,32       |        |
| Blancs et nuls | Blancs et nuls                            | 5 969        | 2,02         | 12 598      | 5,67        |        |
| Exprimés       | Exprimés                                  | 289 269      | 97,98        | 209 613     | 94,33       |        |

### Résultats par circonscription

#### Première circonscription (La Roche-Nord - Challans)

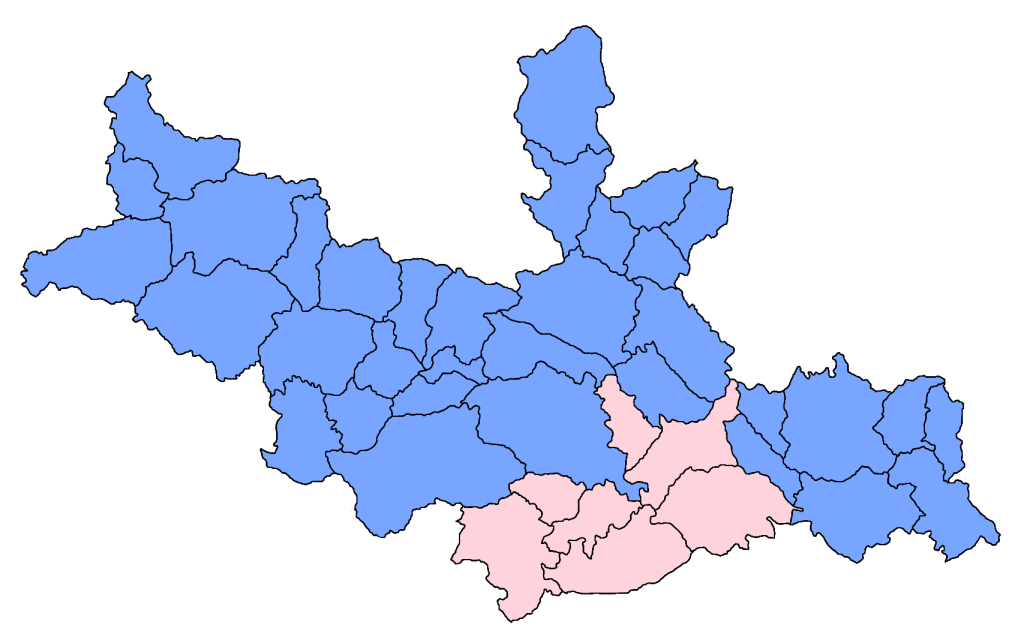
Alain Lebœuf
Martine Chantecaille

| Candidat                          | Candidat             | Parti                    | Premier tour | Premier tour | Second tour | Second tour |  |
| Candidat                          | Candidat             | Parti                    | Voix         | %            | Voix        | %           |  |
| --------------------------------- | -------------------- | ------------------------ | ------------ | ------------ | ----------- | ----------- |  |
|                                   | Alain Lebœuf élu     | Divers droite (UMP, MPF) | 23 646       | 40,19        | 30 005      | 53,19       |  |
|                                   | Martine Chantecaille | PS                       | 20 807       | 35,37        | 26 402      | 46,81       |  |
|                                   | Richard Ducret       | FN                       | 5 751        | 9,77         |             |             |  |
|                                   | Anita Charrieau      | FG (PCF)                 | 2 137        | 3,63         |             |             |  |
|                                   | Anne Valin           | EÉLV                     | 1 903        | 3,23         |             |             |  |
|                                   | Joseph Nicoleau      | MoDem                    | 1 736        | 2,95         |             |             |  |
|                                   | Marylène Cortey      | PCD                      | 1 077        | 1,83         |             |             |  |
|                                   | Alain Bouyer         | MÉI                      | 556          | 0,95         |             |             |  |
|                                   | Geneviève Fontaine   | DLR                      | 549          | 0,93         |             |             |  |
|                                   | François Lagleize    | NPA                      | 339          | 0,58         |             |             |  |
|                                   | Gilles Robin         | LO                       | 333          | 0,57         |             |             |  |
|                                   |                      |                          |              |              |             |             |  |
| Inscrits                          | Inscrits             | Inscrits                 | 102 171      | 100,00       | 102 173     | 100,00      |  |
| Abstentions                       | Abstentions          | Abstentions              | 41 844       | 40,95        | 44 230      | 43,29       |  |
| Votants                           | Votants              | Votants                  | 60 327       | 59,05        | 57 943      | 56,71       |  |
| Blancs et nuls                    | Blancs et nuls       | Blancs et nuls           | 1 493        | 2,47         | 1 536       | 2,65        |  |
| Exprimés                          | Exprimés             | Exprimés                 | 58 834       | 97,53        | 56 407      | 97,35       |  |
| Source : Ministère de l'Intérieur |                      |                          |              |              |             |             |  |

#### Deuxième circonscription (La Roche-Sud - Chantonnay)

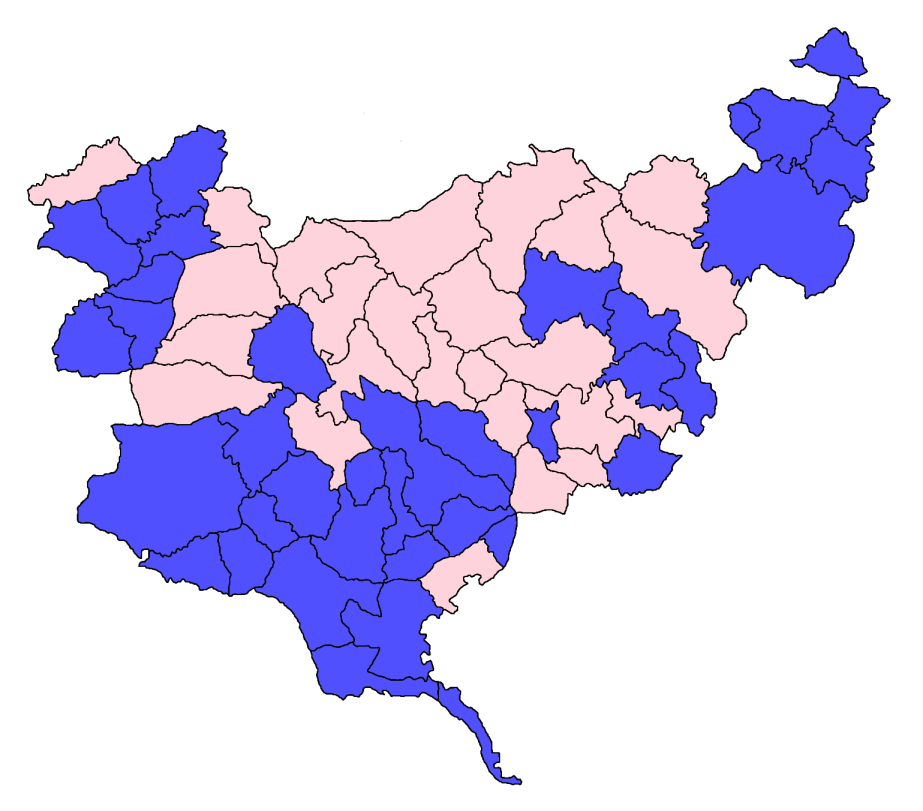
Sylviane Bulteau
Dominique Caillaud

| Candidat                          | Candidat                       | Parti          | Premier tour | Premier tour | Second tour | Second tour |  |
| Candidat                          | Candidat                       | Parti          | Voix         | %            | Voix        | %           |  |
| --------------------------------- | ------------------------------ | -------------- | ------------ | ------------ | ----------- | ----------- |  |
|                                   | Sylviane Bulteau élue          | PS             | 22 999       | 39,06        | 29 265      | 51,79       |  |
|                                   | Dominique Caillaud sortant     | UMP            | 20 190       | 34,29        | 27 241      | 48,21       |  |
|                                   | Brigitte Neveux                | FN             | 6 024        | 10,23        |             |             |  |
|                                   | Raoul Mestre                   | Divers droite  | 3 358        | 5,70         |             |             |  |
|                                   | Jocelyn Abjean                 | FG (PCF)       | 2 125        | 3,61         |             |             |  |
|                                   | Marie-Yannick Brizar Le Borgne | EÉLV           | 1 488        | 2,53         |             |             |  |
|                                   | Françoise Fontenaille          | MoDem          | 831          | 1,41         |             |             |  |
|                                   | Caroline Rouillier             | PCD            | 532          | 0,90         |             |             |  |
|                                   | Jean-Michel Sinet              | DLR            | 495          | 0,84         |             |             |  |
|                                   | Catherine Mindren              | MÉI            | 369          | 0,63         |             |             |  |
|                                   | Patrick Fournier               | NPA            | 267          | 0,45         |             |             |  |
|                                   | Christine Samson               | LO             | 205          | 0,35         |             |             |  |
|                                   |                                |                |              |              |             |             |  |
| Inscrits                          | Inscrits                       | Inscrits       | 97 865       | 100,00       | 97 864      | 100,00      |  |
| Abstentions                       | Abstentions                    | Abstentions    | 37 477       | 38,29        | 39 405      | 40,27       |  |
| Votants                           | Votants                        | Votants        | 60 388       | 61,71        | 58 459      | 59,73       |  |
| Blancs et nuls                    | Blancs et nuls                 | Blancs et nuls | 1 505        | 2,49         | 1 953       | 3,34        |  |
| Exprimés                          | Exprimés                       | Exprimés       | 58 883       | 97,51        | 56 506      | 96,66       |  |
| Source : Ministère de l'Intérieur |                                |                |              |              |             |             |  |

#### Troisième circonscription (Les Sables-d'Olonne)

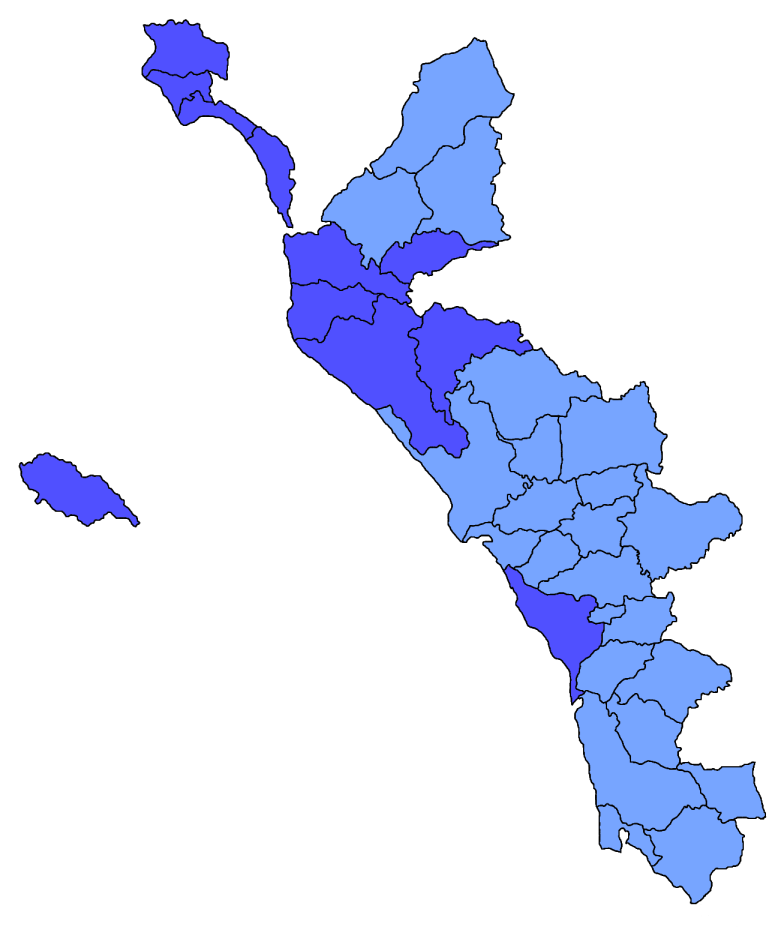
Yannick Moreau
Louis Guédon

| Candidat                                      | Candidat             | Parti          | Premier tour | Premier tour | Second tour | Second tour |  |
| Candidat                                      | Candidat             | Parti          | Voix         | %            | Voix        | %           |  |
| --------------------------------------------- | -------------------- | -------------- | ------------ | ------------ | ----------- | ----------- |  |
|                                               | Louis Guédon sortant | UMP            | 19 357       | 28,93        | 22 260      | 45,78       |  |
|                                               | Yannick Moreau élu   | Divers droite  | 13 097       | 19,58        | 26 359      | 54,22       |  |
|                                               | Jacques Fraisse      | Divers gauche  | 11 903       | 17,79        |             |             |  |
|                                               | Claudine Goichon     | EÉLV (PS)      | 7 870        | 11,76        |             |             |  |
|                                               | Danièle Vouzellaud   | FN             | 6 895        | 10,31        |             |             |  |
|                                               | Olivier Lineatte     | FG (PCF)       | 2 343        | 3,50         |             |             |  |
|                                               | Christian Praud      | MoDem          | 2 083        | 3,11         |             |             |  |
|                                               | Philippe Comte       | Divers droite  | 1 407        | 2,01         |             |             |  |
|                                               | Philippe Foure       | LT-LNÉ         | 961          | 1,44         |             |             |  |
|                                               | Catherine Bouillon   | DLR            | 468          | 0,70         |             |             |  |
|                                               | Dominique Belugou    | NPA            | 262          | 0,39         |             |             |  |
|                                               | Jean-Yves Therin     | LO             | 253          | 0,38         |             |             |  |
|                                               |                      |                |              |              |             |             |  |
| Inscrits                                      | Inscrits             | Inscrits       | 113 872      | 100,00       | 113 870     | 100,00      |  |
| Abstentions                                   | Abstentions          | Abstentions    | 45 942       | 40,35        | 57 659      | 50,64       |  |
| Votants                                       | Votants              | Votants        | 67 930       | 59,65        | 56 211      | 49,36       |  |
| Blancs et nuls                                | Blancs et nuls       | Blancs et nuls | 1 031        | 1,52         | 7 592       | 13,51       |  |
| Exprimés                                      | Exprimés             | Exprimés       | 66 899       | 98,48        | 48 619      | 86,49       |  |
| Source : Ministère de l'Intérieur et Le Monde |                      |                |              |              |             |             |  |

#### Quatrième circonscription (Les Herbiers)
|                    | Véronique Besse sortante réélue | MPF (UMP)      | 31 806 | 57,04  |  |  |  |
|                    | Maï Haeffelin                   | PS             | 14 248 | 25,55  |  |  |  |
|                    | Maryse Borie                    | FN             | 3 555  | 6,38   |  |  |  |
|                    | Christian Ricot                 | MoDem          | 2 253  | 4,04   |  |  |  |
|                    | Marie-Françoise Michenaud       | FG             | 1 630  | 2,92   |  |  |  |
|                    | Daniel Rondeau                  | EÉLV           | 1 245  | 2,23   |  |  |  |
|                    | Yann Denis                      | LT-LNÉ         | 422    | 0,76   |  |  |  |
|                    | Laurent Orgeas                  | AÉI            | 352    | 0,63   |  |  |  |
|                    | Michel Stambouli                | LO             | 245    | 0,44   |  |  |  |
|                    |                                 |                |        |        |  |  |  |
| Inscrits           | Inscrits                        | Inscrits       | 94 523 | 100,00 |  |  |  |
| Abstentions        | Abstentions                     | Abstentions    | 37 665 | 39,85  |  |  |  |
| Votants            | Votants                         | Votants        | 56 858 | 60,15  |  |  |  |
| Blancs et nuls     | Blancs et nuls                  | Blancs et nuls | 1 102  | 1,94   |  |  |  |
| Exprimés           | Exprimés                        | Exprimés       | 55 756 | 98,06  |  |  |  |
| Source : Data.gouv |                                 |                |        |        |  |  |  |

#### Cinquième circonscription (Fontenay-le-Comte)

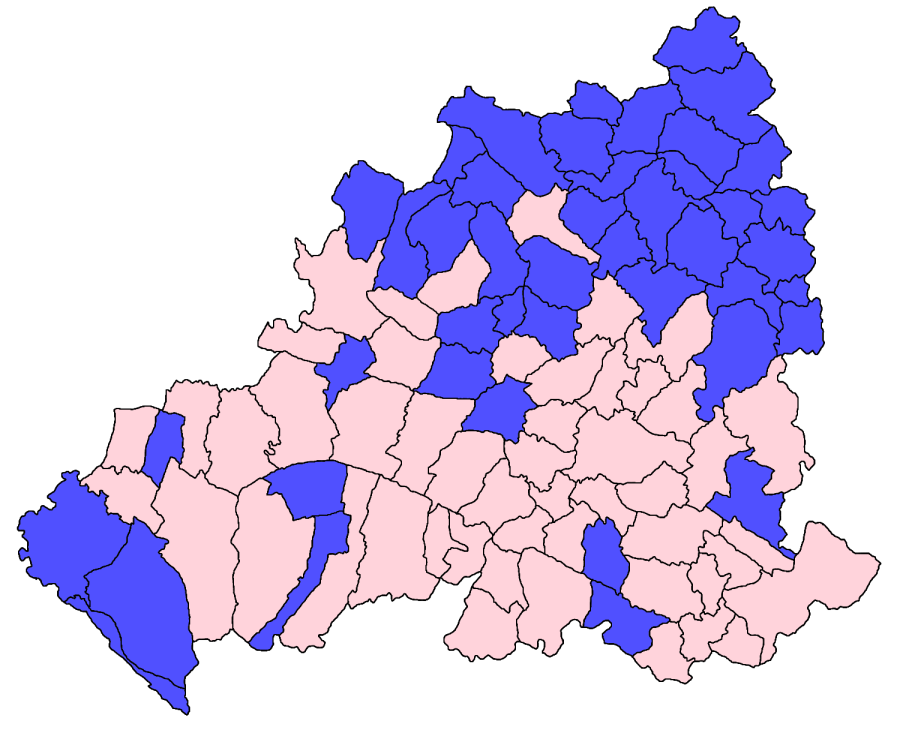
Hugues Fourage
Joël Sarlot

| Candidat                                      | Candidat                  | Parti          | Premier tour | Premier tour | Second tour | Second tour |  |
| Candidat                                      | Candidat                  | Parti          | Voix         | %            | Voix        | %           |  |
| --------------------------------------------- | ------------------------- | -------------- | ------------ | ------------ | ----------- | ----------- |  |
|                                               | Hugues Fourage élu        | PS             | 17 461       | 35,71        | 24 733      | 51,44       |  |
|                                               | Joël Sarlot               | UMP            | 13 519       | 27,65        | 23 348      | 48,56       |  |
|                                               | Dominique Souchet sortant | MPF            | 8 755        | 17,90        |             |             |  |
|                                               | Jean-Claude Pasquier      | FN             | 3 913        | 8,00         |             |             |  |
|                                               | Michèle Tricoire          | FG (PCF)       | 1 945        | 3,98         |             |             |  |
|                                               | Tony Demeurant            | EÉLV           | 1 720        | 3,52         |             |             |  |
|                                               | Béatrice Moinard          | MoDem          | 1 305        | 2,67         |             |             |  |
|                                               | Marie-Claude Rambaud      | LO             | 279          | 0,57         |             |             |  |
|                                               |                           |                |              |              |             |             |  |
| Inscrits                                      | Inscrits                  | Inscrits       | 80 539       | 100,00       | 80 641      | 100,00      |  |
| Abstentions                                   | Abstentions               | Abstentions    | 30 804       | 38,25        | 31 043      | 38,5        |  |
| Votants                                       | Votants                   | Votants        | 49 735       | 61,75        | 49 598      | 61,5        |  |
| Blancs et nuls                                | Blancs et nuls            | Blancs et nuls | 838          | 1,68         | 1 517       | 3,06        |  |
| Exprimés                                      | Exprimés                  | Exprimés       | 48 897       | 98,32        | 48 081      | 96,94       |  |
| Source : Ministère de l'Intérieur et Le Monde |                           |                |              |              |             |             |  |